# ガーンジー郡 (オハイオ州)
ガーンジー郡（英: Guernsey County）は、アメリカ合衆国オハイオ州の西部に位置する郡である。2010年国勢調査での人口は40,087人であり、2000年の40,792人から1.7%減少した。郡庁所在地はケンブリッジ市（人口10,635人）であり、同郡で人口最大の都市でもある。
ガーンジー郡はその全体でケンブリッジ小都市圏を構成している。郡名はイギリス海峡に浮かぶガーンジー島に因んで名付けられた。この島から多くの初期開拓者が移って来ていた。

## 歴史
ガーンジー郡はアパラチア山脈の麓丘陵部にあり、1810年にマスキンガム郡から分離して設立・組織化された。最初の郡域は広かったが、その後の隣接郡の創設によって狭くなり、1851年に現領域が確定した。
ガーンジー郡はガーンジー島レ・デュヴォー出身のトマ・オジエによって名付けられた。ナポレオン戦争のとき、ガーンジー島にはロシア兵6,000人が駐屯した。ロシア軍は食料が十分ではなかったので、窃盗に走ることも多く、地元民とロシア兵の間ではかなりの摩擦が生じた。ある日の午後、自分の畑で鳥を撃っているときに、オジエは彼の果樹園でリンゴを盗んでいたロシア兵と遭遇した。オジエは散弾銃でロシア兵を撃ち、ロシア兵はリンゴを落として逃亡した。オジエはその兵士が逃げる際に乗り越えた壁に血痕を認めたが、大したことではないと考えた。その日遅く、オジエはその兵士が兵舎で死亡し、オジエのことを上官に伝えていたことを知った。
オジエは報復を恐れ、先ずジャージーに逃げ、その後フランスに渡り、さらにアメリカ合衆国に行く船に乗った。東海岸で暫く過ごした後、1808年にそこから西の、現在のオハイオに移住した。ここでいくらかの成功を収めた後、故郷のガーンジーに手紙を書いて、島民に移民を奨励した。現在のケンブリッジの町でガーンジーから移ってきた初期移民集団と合流した。オジーアが放浪していた間に家族の揺り籠を携行してきており、これが現在はアメリカン・レジオンのケンブリッジ支部に収蔵されている。

## 地理
アメリカ合衆国国勢調査局に拠れば、郡域全面積は528.30平方マイル (1,368.3 km2)であり、このうち陸地522.25平方マイル (1,352.6 km2)、水域は6.05平方マイル (15.7 km2)で水域率は1.15%である。

### 隣接する郡
- タスカラワス郡 - 北
- ハリソン郡 - 北東
- ベルモント郡 - 東
- ノーブル郡 - 南
- マスキンガム郡 - 西
- コショクトン郡 - 北西

## 人口動態
以下は2000年国勢調査による人口統計データである。
| 基礎データ - 人口: 40,792人 - 世帯数: 16,094 世帯 - 家族数: 11,233 家族 - 人口密度: 30人/km2（78人/mi2） - 住居数: 18,771軒 - 住居密度: 14軒/km2（36軒/mi2） 人種別人口構成 - 白人: 96.28% - アフリカン・アメリカン: 1.53% - ネイティブ・アメリカン: 0.31% - アジア人: 0.30% - その他の人種: 0.22% - 混血: 1.36% - ヒスパニック・ラテン系アメリカ人: 0.62% 言語による構成 - 英語：96.7% - スペイン語：1.3% - ドイツ語：1.1% 年齢別人口構成 - 18歳未満: 26.2% - 18-24歳: 7.9% - 25-44歳: 27.5% - 45-64歳: 24.0% - 65歳以上: 14.5% - 年齢の中央値: 38歳 - 性比（女性100人あたり男性の人口） - 総人口: 94.5 - 18歳以上: 91.4 | 世帯と家族（対世帯数） - 18歳未満の子供がいる: 32.4% - 結婚・同居している夫婦: 53.9% - 未婚・離婚・死別女性が世帯主: 11.4% - 非家族世帯: 30.2% - 単身世帯: 26.1% - 65歳以上の老人1人暮らし: 11.2% - 平均構成人数 - 世帯: 2.50人 - 家族: 3.00人 収入と家計 - 収入の中央値 - 世帯: 30,110米ドル - 家族: 35,660米ドル - 性別 - 男性: 30,142米ドル - 女性: 20,804米ドル - 人口1人あたり収入: 15,542米ドル - 貧困線以下 - 対人口: 16.0% - 対家族数: 12.9% - 18歳未満: 21.5% - 65歳以上: 12.3% |

## 郡区

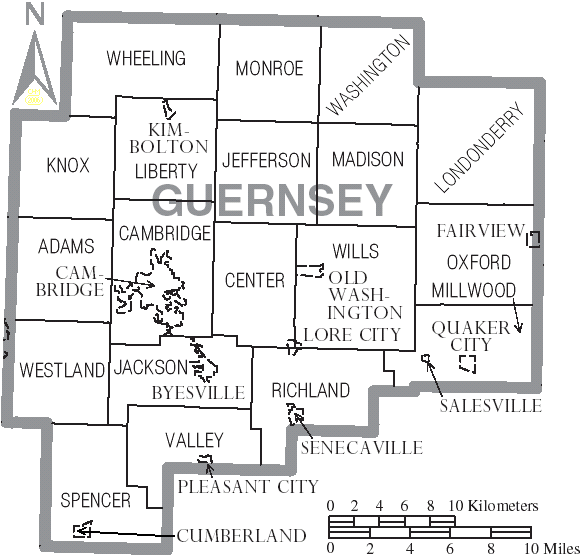
ガーンジー郡図

ガーンジー郡は下記19の郡区に分割されている。
| - アダムズ - ケンブリッジ - センター - ジャクソン - ジェファーソン | - ノックス - リバティ - ロンドンデリー - マディソン - ミルウッド | - モンロー - オックスフォード - リッチランド - スペンサー - バレー | - ワシントン - ウェストランド - ホィーリング - ウィルズ |

### 都市
- ケンブリッジ - 郡庁所在地

### 村
| - バイズビル - カンバーランド - フェアビュー | - ロアシティ - オールドワシントン - プレザントシティ | - クエーカーシティ - セイルスビル - セネカビル |

### 未編入の町
| - バーミンガム - バッファロー - ダーウェント | - キンボルトン - キプリング |